# Kyōtango (Kioto)
Kyōtango (京丹後市 Kyōtango-shi?, población 67.000) es una ciudad en la prefectura de Kioto, Japón. Fue fundada el 1 de abril de 2004 por la fusión de seis poblados de Japón. Estos poblados eran
- Mineyama, Distrito de Naka
- Omiya, Distrito de Naka
- Amino, Distrito de Takeno
- Tango, Distrito de Takeno
- Yasaka, Distrito de Takeno
- Kumihama, Distrito de Kumano

Como resultado de la fusión, los distritos de Naka, Takeno y Kumano desaparecieron.
Localizados en la costa del mar de Japón sobre la parte occidental de la península de Tango en el extremo noroeste de la prefectura de Kioto, la nueva ciudad tiene su ayuntamiento en el ex-ayuntamiento de Mineyama.
Mineyama, ahora parte de Kyōtango, tiene una estrecha relación con la leyenda de Hagoromo.
El área de Kumihama es muy conocida por sus primaveras calurosas, mientras Amino es uno de los mayores productores de Tango Chirimen, una producción especial de seda con una textura única conocida como crespón, el cual es uno de los mayores negocios de la región.

## Municipios vecinos
- Prefectura de Kioto
  - Ine
  - Miyazu
  - Yosano
- Prefectura de Hyōgo
  - Toyooka